# Denon Records
La Denon Records era un'etichetta discografica audofila giapponese posseduta dalla Denon e distribuita dalla A&M Records dal 1990 al 1992. Questa etichetta rappresentava un programma di ristampe che includeva 390 titoli di musica jazz e classica che erano stati pubblicati su compact disc.

## Artisti
- András Adorján
- Archie Shepp
- Art Farmer
- Bob Berg
- Camerata Bern
- Count Basie Orchestra
- Orchestra Filarmonica Ceca
- Dave Burrell
- Eliane Elias
- Hélène Grimaud
- Huguette Dreyfus
- Kenny Barron
- Luis Conte
- Michel Dalberto
- Peter Erskine
- Randy Brecker
- Ryūichi Sakamoto
- Sadao Watanabe
- Steve Laury
- Tommy Flanagan